# Nesticella odonta
Espèce
Synonymes
- Nesticus odontus Chen, 1984
- Nesticella taiwan Tso & Yoshida, 2000

Nesticella odonta est une espèce d'araignées aranéomorphes de la famille des Nesticidae.

## Distribution
Cette espèce se rencontre en Chine au Jiangxi et au Zhejiang et à Taïwan,.

## Publication originale
- Chen, 1984 : A new species of spider of the genus Nesticus from China (Araneae: Nesticidae). Acta Zootaxonomica Sinica, vol. 9, no , p. 34-36.